# 병 (군사)
병(兵)은 군대의 계급 중 하나이다. 장교, 부사관 중 최하급이며, 부사관의 아래에 위치한다. 병장, 상등병, 일등병, 이등병 등으로 나뉜다.